# Mokrica Tomaševečka
 Mokrica Tomaševečka  falu Horvátországban Zágráb megyében. Közigazgatásilag Szentivánzelinához tartozik.

## Fekvése
Zágrábtól 33 km-re, községközpontjától  7 km-re északkeletre fekszik.

## Története
Lakosságát 1921-től számlálják önállóan. 1931-ig településrész volt, azóta falu. 2001-ben 37 lakosa volt.

## Lakosság
| Lakosság változása | Lakosság változása | Lakosság változása | Lakosság változása | Lakosság változása | Lakosság változása | Lakosság változása | Lakosság változása | Lakosság változása | Lakosság változása | Lakosság változása | Lakosság változása | Lakosság változása | Lakosság változása | Lakosság változása |
| ------------------ | ------------------ | ------------------ | ------------------ | ------------------ | ------------------ | ------------------ | ------------------ | ------------------ | ------------------ | ------------------ | ------------------ | ------------------ | ------------------ | ------------------ |
| 1857               | 1869               | 1880               | 1890               | 1900               | 1910               | 1921               | 1931               | 1948               | 1953               | 1961               | 1971               | 1981               | 1991               | 2001               |
| 0                  | 0                  | 0                  | 0                  | 0                  | 0                  | 28                 | 31                 | 86                 | 79                 | 80                 | 61                 | 52                 | 42                 | 37                 |

## Külső hivatkozások
Szentivánzelina község hivatalos oldala